# موریل یا هنگام بازگشت
موریل یا هنگام بازگشت (فرانسوی: Muriel ou le Temps d'un retour‎) فیلمی درام به کارگردانی آلن رنه محصول سال ۱۹۶۳ است. موریل پس از هیروشیما عشق من (۱۹۵۹) و سال گذشته در مارین‌باد (۱۹۶۱) سومین ساختهٔ سینمایی آلن رنه به‌شمار می‌رود. دلفین سیریگ و فیلیپ لودنبک از جمله بازیگرانی هستند که در آن نقش‌آفرینی کرده‌اند.

## بازیگران
- دلفین سیریگ
- Jean-Baptiste Thierrée
- Jean-Pierre Kérien
- Claude Sainval
- فرانسیس برتین
- Gérard Lorin
- Jean Champion
- ژان دسته
- Jean-Jacques Lagarde
- Laure Paillette
- لورنس بدی
- Martine Vatel
- نلی بورگو
- Nita Klein
- فیلیپ لودنبک
- ایو وینسنت